# Лом (град)
Лом је град у Републици Бугарској, у северозападном делу земље. Град је друго по величини и значају насеље у оквиру Монтанске области.
Лом је познат као веома важно бугарско пристаниште на Дунаву, одмах после Русеа, а најближе од свих важних дунавских пристаништа престоници Софији.

## Географија
Град Лом се налази у крајњем северозападном делу Бугарске, на државној граници са Румунијом (граница је река Дунав). Од престонице Софије Лом је удаљен око 162 km северно, а од најближег већег града и седишта области, Монтане, град је удаљен око 49 km.
Област Лома налази се у западном делу Влашке низије. Град се сместио на ушћу реке Лом у Дунав, по којој је и добио име. Зхваљујући Дунаву град има велики значај.
Клима у граду је континентална.

## Историја
Окружење Лома је насељено још у време Трачана, када је овде постојало насеље Артанес. У доба старог Рима на овом месту била је тврђава Алмус, од које је изведен данашњи назив.
Током првог дела средњег века област Монтане била је у саставу Византије. Од 9. века до 1450. године област је била у саставу средњовековне Бугарске, а затим је пала под власт Османлија. Турци су подигли тврђаву која је сада у рушевинама, и код ње се почео развијати Лом. Град је од 1700. године био познат као Лом Паланка, а у 19. веку је био једно од средишта бугарског народног препорода. Изградњом жељезничке пруге Лом-Софија, место је као трговачки центар доживело процват.
Из Ломе је био Конда бимбаша који је са својим добровољцима учествовао у Првом српском устанку.
У Лом Паланки и околини живе "Шопови".

## Културна историја Срба у Лом Паланки
По српским плановима који су се држали "националног принципа" Лом Паланка (са Трном) требало је да уђе у састав српске државе, а то је сматрао и руски историчар Мајков. Срби и Власи су 1878. године послали неколико молби из Ломе, са потписима виђених грађана упућених српском кнезу Милану, у којима су тражили да Лома и околна места припадну Србији. Године 1878, град је међутим постао део савремене бугарске државе.
У 19. веку, када су владали Турци ту се насељавају бројни трговци - Срби, Грци, Румуни. Стара православна црква је била срушена, а требало је да се изгради нова посвећана Св. Илији. Турци предвођени Хаџи Јусуфом на празник Св. Илију 1857. године напали су на храм и срушили торањ и оба звона. Највише заслуга за њено подизање има Србин Михајло трговац сољу из Лома. Био је то у ствари чувени Миша Анастасијевић - "Капетан Миша", највећи српски богаташ. Он је добио од турске власти привилегије да може трговати са сољу, па је ту (због пристаништа) отворио своју "камарашију" (централну трговачку канцеларију). Као и свака од његових тридесетак агенција и ова је имала сталну посаду коју су чинили: пословођа, секретар, новчар (касир), две кантарџије и чувар. Михајло је дао први и највећи прилог за цркву, а помогао је и отварање ломске школе. Године 1847. постављени су темељи школске зграде.
Када је школа подигнута, похађало је и у почетку 30 ђака а њен први учитељ био је млади Крсто Ш. Пишурка родом из Враца. Пишурка се касније истакао културно-националним радом; основао је бугарску читаоницу и бугарско позориште. У читаоници која је радила при школи држане су у прво време само "Српске новине" (из Београда) и "Турске цариградске вести" (из Цариграда). Звали су у помоћ Србију, па је Министарство просвете послало по два примерка сваког уџбеника у Србији, ломској школи, августа 1856. године. "Београдско читалиште" је тако позвано да помогне тамошњу читаоницу. У опремању читаонице учествовали су са својим прилозима српски трговци Димитрије Војиновић и Хаџи Иван Динуловић. Војиновић је дао велику фуруну за грејање а Динуловић уступио 20 својих књига за библиотечки фонд. У књижном фонду је било тада око 300 књига, углавном руских и српских. У читаоницу је Београђанин, трговац Ђока донео на поклон глобус. Учитељ Бишурка је боравећи у Београду превео и објавио на бугарском два наслова. Међу најативније учеснике у културном животу Лома били су половином 19. века богати Срби, поред поменутих још, Михајло звани Камарашина, Радојко вунар из Сарајева, др Апостоловић и други.
Код Змаја, док је живео у Бечу (1885) долазио у посету Милош Костић фотограф из Лом Паланке.
У Лому је живео почетком 20. века Петар Ив. Вукић, сарадник српског часописа "Дело", Београд. Објавио је 1903. године своје мишљење о "Горском вјенцу".

## Становништво
По проценама из 2007. године град Лом имао је око 27.000 ст. Већина градског становништва су етнички Бугари. Остатак су махом Роми. Последњих 20ак година град губи становништво због удаљености од главних токова развоја у земљи. Оживљавање привреде требало би зауставити негативни демографски тренд.
Већинска вероисповест становништва је православна.

## Партнерски градови
- Линц